# عروسک‌ها (بهرام بیضایی)
عروسک‌ها خیمه‌شب‌بازی‌ای است نوشتهٔ بهرام بیضایی به سالِ ۱۳۴۱. این نمایشنامه با دو نمایشنامهٔ عروسکیِ دیگر به نامِ «غروب در دیاری غریب» (۱۳۴۱) و «قصّه‌ی ماهِ پنهان» (۱۳۴۲) سه‌گانهٔ عروسکیِ بیضایی را تشکیل می‌دهد. عروسک‌ها اوّل بار در نیمهٔ دههٔ ۱۳۴۰ به کارگردانیِ نویسنده به صورتِ تله-تئاتر ضبط و پخش شد.

## داستان
مرشد می‌خواهد با نمایشِ خیمه‌شب‌بازی تماشاکنان را سرگرم کند. او نوید می‌دهد که امروز روزِ جنگِ پهلوان با دیو است؛ ولی پهلوان دیگر سرِ جنگ ندارد و خسته از هزار سال جنگِ بیهوده و بی‌پایان با دیوهاست. پهلوان عاشق است، و برای خاطرِ این عشق دست به نبردی زده که پایان ندارد: نبرد با خود. از سویی خبر می‌رسد که دیوی بر دروازهٔ شهر است. از این رو، سه کس از مردم شهر، که بازرگان و آقا و شاعر باشند، برای راضی کردن پهلوان به جنگ با دیو نزد او می‌آیند و از او درمی‌خواهند که سوگندش را بشکند. پهلوان امّا زیرِ بار نمی‌رود و حاضر به درآویختن با دیو نیست. تا اینکه دختری طالع‌بین پیدا می‌شود و به پهلوان خبرِ مرگِ محتوم می‌دهد. پهلوان که در این دختر عشق و اندوه کهنه‌اش را بازیافته به شنیدن حرف‌های او به جنگ دیو و براستی به پیشواز مرگ می‌رود. پهلوان دیو را می‌کُشد، اما خود نیز از زخمی که برداشته شمشیر می‌اندازد و می‌رود و می‌میرد. اینک شمشیر بر زمین مانده و کسی باید که آن را بردارد. آقا و بازرگان از این کار تن می‌زنند و شاعر تصمیم می‌گیرد که شمشیر را بردارد، امّا برایش بسیار سنگین است و آن را می‌اندازد و می‌رود. سیاه، یارِ دیرین پهلوان، دیگر حاضر نیست گوش به حرف‌های مرشد بسپارد و دیگر حوصلهٔ سیاه‌بازی و خنداندن ندارد. هیچ‌کدام از عروسک‌ها حاضر نیستند تماشاکنان را سرگرم کنند.

## متن
بیضایی «عروسک‌ها» را سالِ ۱۳۴۱ نگاشت و بهمن‌ماهِ همان سال همراهِ نمایشنامهٔ دیگرش، «مترسکها در شب»، با هم و یکجا در کتابچه‌ای به نامِ مترسکها در شب و عروسکها چاپ کرد. پاییز سالِ ۱۳۴۲ «عروسکها» با «غروب در دیاری غریب» (۱۳۴۱) و «قصه‌ی ماه پنهان» (۱۳۴۲) در کتابی به نامِ سه نمایشنامه‌ی عروسکی چاپ شد. چاپ دوّمِ این کتاب بهارِ سالِ ۲۵۳۷ به تاریخِ شاهنشاهی در انتشاراتِ نگاه منتشر شد. سرانجام سالِ ۱۳۸۲ نسخهٔ بازنگری‌شده‌ای از این نمایشنامه در جلدِ یکُمِ دیوان نمایش در انتشاراتِ روشنگران و مطالعاتِ زنان چاپ شد و همین متن در زمستانِ ۱۳۹۴ باز همراهِ دو نمایشنامهٔ عروسکیِ دیگر به صورتِ کتابِ سه نمایشنامه‌ی عروسکی به وسیلهٔ همین ناشر طبع شد.
بیضایی در مقاله‌ای نوشته است که تابستانِ ۱۳۲۹ یا ۱۳۳۰ در روزهای دانش‌آموزی در کوی دوره‌گردی با جامهٔ محلّی و با جعبه‌ای حمایل دیده است که بر بامش دو عروسک زن و مردِ رنگینِ اسب‌سوار بوده. وی گوید که ریشهٔ عروسک‌های نمایشنامه‌های عروسکی و غیرعروسکیش باید در این دیدار کودکانه بوده باشد.
ویلیام فاکنر (به انگلیسی) و بیژن مفید پیش از بیضایی و بهرام وطن‌پرست و محمّد رحمانیان پس از او نمایشنامه‌هایی به همین نام داشته‌اند.

## در چشمِ دیگران
«عروسک‌ها» را − با این که در نخستین سال‌های نگارش همراه «غروب در دیاری غریب» و «قصه ماه پنهان» در فستیوالِ تئاترِ ملل در پاریس به نمایش درنیامد − بسیار ستوده‌اند. گاه آن را «شاهکاری ناشناخته در نمایشنامه‌نویسی قرن بیستم» گفته‌اند و گاه با افسانه‌های باستان یا با نمایشنامهٔ سیاه علی نصیریان سنجیده‌اند. اکبر رادی سالِ ۱۳۴۱ در مقاله‌ای نوشت:
. . . «عروسک‌ها» یک ضربان فلسفی خفیف است در مایه‌های تمثیل. یک «پرسپکتیو» انتزاعی است به درون لحظه‌های گمشده. قهرمان قرن‌های دور، از جست‌وجوی جایگاه مفقود، پای آبله و سرگردان بازگشته و در یک فضای خالی و باز و در یک «چهارچوبه» اتّفاقی، از اعماق ویران خود حدیث نفس می‌کند. زمان او زمان افراسیاب و اگمنت و دیار او دیار اساطیر و سرود او حماسه نیست. این زمان حماسه شکسته است. این زمان قهرمان مرده است. اگرچه رئالیسم در «عروسک‌ها» اجرا نمی‌شود، بر فضای آن حکومت می‌کند. در فضای تب‌آلود «عروسک‌ها»، واقعیت مجروح، از پشت منشور رنگینی به ما خیره شده‌است.

## نمایش
بیضایی و عباس جوانمرد نخستین هنرمندانی در آسیا هستند که جای عروسک، آرتیست گذاشتند.

بهزاد فراهانی، ۱۴۰۱
نسخهٔ آسان‌تری از عروسکها در ۲۸ اسفندِ ۱۳۴۵ به وسیلهٔ گروهِ هنرِ ملّی به کارگردانیِ بیضایی ضبطِ تلویزیونی شد و نخستین بار شبِ ۲۸ فروردینِ ۱۳۴۶ از تلویزیون پخش شد. بازیگرانِ نمایش عنایت‌الله بخشی، منوچهر فرید، حسین کسبیان، بهمن مفید، جمشید لایق، محمود دولت‌آبادی، سعید اویسی و نصرت پرتوی بودند. این نخستین کارگردانیِ بیضایی است. سپس‌تر نمایش‌های دیگری از این کار در ایران و جاهای دیگر به فارسی و زبان‌های دیگر بازی شده. مثلاً سالِ ۲۰۰۴ میلادی جودی آن-جرج این نمایش را به زبانِ انگلیسی در انگلیس اجرا کرده و این ترجمه سال بعدش در سالزبورگ چاپ شده‌است.
بیژن مفید و مسعود کیمیایی پشتِ صحنهٔ این نمایش کمک‌کارِ بیضایی بوده‌اند.

## به زبان‌های دیگر
«عروسک‌ها» سه ترجمهٔ انگلیسی دارد که منتشر شده‌است؛ یک بار به قلم ژیزل کاپوشینسکی، بار دیگر به قلم سوجاتا بهات، ژاکلین هوتس، عمران نیازی و کامیار خانی اسکویی زیرِ نظرِ جان گرین و محمّدرضا قانون‌پرور و سوّمین بار به قلمِ پروین لؤلویی و گلین پرسگلاو.
- Beyza'i, Bahram. "The Puppets." Modern Persian Drama: An Anthology. Translated & introduced by Gisèle Kapuscinski. Lanham: University Press of America. 1987. ISBN 0-8191-6579-4
- Beyza'i, Bahram. "Marionettes." Iranian Drama: An Anthology. Compiled & edited by M. R. Ghanoonparvar & John Green. Costa Mesa, CA: Mazda Publishers. 1989. ISBN 0-939214-63-6
- Beyza'i, Bahrām. The Marionettes. Edited by Jodi-Anne George, Parvin Loloi & Glyn Pursglove. Salzburg: Poetry Salzburg. October 2005. ISBN 978-3-901993-23-7